# كاسل هيلز
كاسل هيلز (بالإنجليزية: Castle Hills, Texas)‏ هي مدينة تقع بولاية تكساس في شمال شرق الولايات المتحدة. تبلغ مساحة هذه المدينة 6.4 (كم²)، وترتفع عن سطح البحر 256 م، بلغ عدد سكانها 4116 نسمة في عام 2010 حسب إحصاء مكتب تعداد الولايات المتحدة .

## التركيبة السكانية
حدّد مكتب تعداد الولايات المتحدة بيانات التركيبة السكانية لكاسل هيلز في تعداد الولايات المتحدة. في ما يلي، التركيبة السكانية حسب تعدادي 2000 و2010.

### تعداد عام 2000
بلغ عدد سكان كاسل هيلز 4,202 نسمة بحسب تعداد عام 2000، وبلغ عدد الأسر 1,866 أسرة وعدد العائلات 1,219 عائلة مقيمة في المدينة. في حين سجلت الكثافة السكانية 656.6 نسمة لكل كيلومتر مربع (1,700.6/ميل2). وبلغ عدد الوحدات السكنية 1,930 وحدة بمتوسط كثافة قدره 301.6 لكل كيلومتر مربع (781.1/ميل2).
وتوزع التركيب العرقي للمدينة بنسبة 91.98% من البيض و0.64% من الأمريكيين الأفارقة و0.19% من الأمريكيين الأصليين و1.76% من الأمريكيين ذوي الأصول الآسيوية و0.02% من سكان جزر المحيط الهادئ و3.64% من الأعراق الأخرى و1.76% من عرقين مختلطين أو أكثر و28.70% من الهسبانيون أو اللاتينيون من أي عرق.
بلغ عدد الأسر 1,866 أسرة كانت نسبة 23% منها لديها أطفال تحت سن الثامنة عشر تعيش معهم، وبلغت نسبة الأزواج القاطنين مع بعضهم البعض 54.3% من أصل المجموع الكلي للأسر، ونسبة 8.7% من الأسر كان لديها معيلات من الإناث دون وجود شريك،  بينما كانت نسبة 2.4% من الأسر لديها معيلون من الذكور دون وجود شريكة وكانت نسبة 34.7% من غير العائلات. تألفت نسبة 31.5% من أصل جميع الأسر من عدة أفراد يعيشون في نفس المنزل ونسبة 24.3% كانت تتألف من شخص يعيش بمفرده يبلغ من العمر 65 عاماً أو أكثر. وبلغ متوسط حجم الأسرة المعيشية 2.25، أما متوسط حجم العائلات فبلغ 2.82.
بلغ العمر الوسطي للسكان 50.7 عاماً. وكانت نسبة 19.4% من القاطنين تحت سن الثامنة عشر، وكانت نسبة 4.4% بين الثامنة عشر والرابعة والعشرين عاماً، ونسبة 18% كانت واقعةً في الفئة العمرية ما بين الخامسة والعشرين والرابعة والأربعين عاماً، ونسبة 24% كانت ما بين الخامسة والأربعين والرابعة والستين، ونسبة 34.3% كانت ضمن فئة الخامسة والستين عاماً فما فوق. يوجد لكل 100 أنثى 82.8 ذكر، ويوجد لكل 100 أنثى في الثامنة عشر من عمرها فما فوق 80.1 ذكر.
بلغ متوسط دخل الأسرة في المدينة 53,688 دولارًا، أما متوسط دخل العائلة فبلغ 71,065 دولارًا. وكان متوسط دخل الذكور 54,833 دولارًا مقابل 31,593 دولارًا للإناث. وسجل دخل الفرد الخاص بالمدينة 38,909 دولارًا. وكانت نسبة 3.8% من العائلات ونسبة 5.8% من السكان تحت خط الفقر، وكان من هؤلاء نسبة 9.5% تحت سن الثامنة عشر ونسبة 3.2% في الخامسة والستين من العمر وما فوق.

### تعداد عام 2010
بلغ عدد سكان كاسل هيلز 4,116 نسمة بحسب تعداد عام 2010، وبلغ عدد الأسر 1,887 أسرة وعدد العائلات 1,124 عائلة مقيمة في المدينة. في حين سجلت الكثافة السكانية 643.1 نسمة لكل كيلومتر مربع (1,665.6/ميل2). وبلغ عدد الوحدات السكنية 2,047 وحدة بمتوسط كثافة قدره 319.8 لكل كيلومتر مربع (828.3/ميل2).
وتوزع التركيب العرقي للمدينة بنسبة 90.50% من البيض و1.04% من الأمريكيين الأفارقة و0.32% من الأمريكيين الأصليين و1.68% من الأمريكيين ذوي الأصول الآسيوية و0.02% من سكان جزر المحيط الهادئ و4.76% من الأعراق الأخرى و1.68% من عرقين مختلطين أو أكثر و38.90% من الهسبانيون أو اللاتينيون من أي عرق.
بلغ عدد الأسر 1,887 أسرة كانت نسبة 20.6% منها لديها أطفال تحت سن الثامنة عشر تعيش معهم، وبلغت نسبة الأزواج القاطنين مع بعضهم البعض 49.3% من أصل المجموع الكلي للأسر، ونسبة 7.8% من الأسر كان لديها معيلات من الإناث دون وجود شريك،  بينما كانت نسبة 2.4% من الأسر لديها معيلون من الذكور دون وجود شريكة وكانت نسبة 40.4% من غير العائلات. تألفت نسبة 35.8% من أصل جميع الأسر من عدة أفراد يعيشون في نفس المنزل ونسبة 26.3% كانت تتألف من شخص يعيش بمفرده يبلغ من العمر 65 عاماً أو أكثر. وبلغ متوسط حجم الأسرة المعيشية 2.18، أما متوسط حجم العائلات فبلغ 2.83.
بلغ العمر الوسطي للسكان 53.6 عاماً. وكانت نسبة 17.1% من القاطنين تحت سن الثامنة عشر، وكانت نسبة 4.9% بين الثامنة عشر والرابعة والعشرين عاماً، ونسبة 15.2% كانت واقعةً في الفئة العمرية ما بين الخامسة والعشرين والرابعة والأربعين عاماً، ونسبة 30% كانت ما بين الخامسة والأربعين والرابعة والستين، ونسبة 32.8% كانت ضمن فئة الخامسة والستين عاماً فما فوق. وتوزع التركيب الجنسي للسكان بنسبة 45.6% ذكور و54.4% إناث.

## وصلات خارجية
- http://www.cityofcastlehills.com/
- The US50 - Cities and Towns in Texas State